# Mónica Naranjo
Mónica Naranjo Carrasco (Figueras, Cataluña, 23 de mayo de 1974) es una cantante, compositora, productora musical y presentadora española. Reconocida por su voz hábil y poderosa, ha publicado siete álbumes de estudio y seis álbumes en directo, y ha vendido más de 10 millones de discos en todo el mundo. Comenzó su carrera a principios de los años noventa y saltó a la fama internacional con el álbum Palabra de mujer, que vendió más de dos millones y medio de copias y se convirtió en uno de los discos más vendidos de la historia de la música española. Entre sus premios y reconocimientos musicales destacan tres World Music Awards, que la convierten en la cantante española femenina con más premios en esa categoría.

## Biografía
Hija de padres andaluces (Francisco y Patricia). Su padre nació en la localidad de Montejaque (Málaga) y su madre en Sevilla.[cita requerida] Más tarde emigraron a Cataluña en la década de 1960. Bautizada como Mónica Sandra María Naranjo, nació en Figueras (Cataluña, España) el 23 de mayo de 1974 en el seno de una familia humilde. Es la mayor de tres hermanos (los otros dos se llaman Enrique y Raquel).[cita requerida]
Desde los cuatro años sintió  que la música era a lo que ella realmente quería dedicar su vida, así que a los catorce años su madre decidió apuntarla a una escuela de canto y regalarle una grabadora de voz para que pudiera hacer sus primeras grabaciones.[cita requerida] A pesar de ser tiempos difíciles para la familia, su madre siempre apoyó a Mónica en sus decisiones. Según recuerda la artista, su madre trabajaba como asistente en casa de unos médicos que tenían relación con el artista Salvador Dalí, con el que coincidió en varias ocasiones. Recuerda que el artista la miraba con recelo, pero en una ocasión la madre de Mónica le comentó a Dalí que su hija quería cantar. Como consejo, le respondió que lo que debía de hacer era dejarse llevar por la pasión. Consejo que Mónica no comprendió hasta años después.

## Carrera

#### Comienzos en la música, éxito en México y en España (1994-2007)
Su primera actuación en público fue a los 14 años de edad, durante un verano decidió presentarse en una discoteca de un lugar de la costa, donde interpretó la canción "One Moment in Time" de Whitney Houston, quien fue para ella "una gran maestra". 
En 1992 conoció a un amigo del compositor y productor musical Cristóbal Sánsano, que los puso en contacto y éste la introdujo en Sony Music y realizó los coros en un álbum de Locomía a la vez que preparaba su álbum debut que finalmente tras varios retrasos se lanza en España en marzo de 1994. El disco no obtiene el apoyo de la discográfica ni la prensa y en septiembre emigra a México.[cita requerida] Allí, Mónica Naranjo lanza su disco a los 20 años de edad. Producido por Cristóbal Sansano, el álbum homónimo generó una serie de sencillos que incluyen "El amor coloca", "Sola", "Sólo se vive una vez", "Óyeme".
En 1995 interpretó un dueto junto con Ricardo Cocciante en la canción Sobre tu piel para su álbum Un hombre feliz. La canción fue lanzada como sencillo de Naranjo en 1999 e incluida en su álbum recopilatorio Renaissance de 2019.
En 1995 también participó en la banda sonora de la película La princesa cisne con la canción "Hasta el final del mundo", junto al cantante Mikel Herzog.

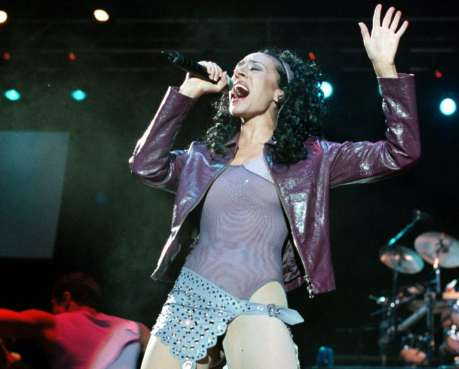
Mónica Naranjo actuando en el Tour Minage.

El siguiente álbum Palabra de mujer, lanzado en 1997, nuevamente producido por Cristóbal Sánsano, generó otra ronda de sencillos exitosos que incluyen "Desátame", "Pantera en libertad", "Empiezo a recordarte", "Las campanas del amor" y "Entender el amor".
El tercer álbum de Naranjo, Minage (2000) fue un tributo completo a la diva italiana Mina Mazzini.Si bien su sello discográfico no estaba especialmente satisfecho con su decisión de lanzar un álbum de este tipo, al igual que algunos de sus seguidores no estaban entusiasmados con su alejamiento del pop comercial, Minage aún vendió más de un millón de copias en todo el mundo,generó algunos éxitos sobre todo con el sencillo "Sobreviviré".
En este álbum, Mónica decidió cambiar su imagen: pelo negro largo, y un atuendo mayormente oscuro, con influencias rock y góticas. Ese mismo año (2000) participó en la gala Pavarotti and Friends, cantando un dueto con Pavarotti la canción "Agnus Dei".[cita requerida] A principios de 2001 salió a la venta en México su disco recopilatorio Mónica Naranjo, Grandes Éxitos.[cita requerida]
En contraste con Minage, Chicas malas (2001), el cuarto álbum de Naranjo, es un álbum dance-pop. Incluye los sencillos "Chicas malas", "Sacrificio", "No voy a llorar" y "Ain't It Better Like This". Ese año también participó en la película Marujas asesinas, donde se estrenó como actriz interpretando a una psicóloga.
Una versión en inglés de Chicas malas, Bad Girls, se lanzó en 2002 a fin de explotar el disco en el mercado anglosajón, con el único sencillo "I Ain't Gonna Cry". Complementariamente grabó la canción de la Copa Mundial de Fútbol 2002 en Corea y Japón; "Santa Señal", y en inglés, "Shake The House".[cita requerida]
Debido a la reestructuración que sufría la compañía discográfica, el proyecto Chicas malas / Bad Girls, no obtuvo el éxito mundial esperado a pesar de la inversión realizada. David Massey fue el ejecutivo encargado de su dirección y puesta en marcha,  y en quien se confió, la única vez que Mónica confió artísticamente en la disquera. Por su parte, Mónica se encontraba sufriendo momentos personales complicados por el reciente fallecimiento de su hermano Enrique. Según declaraciones recientes, a pesar de que su hermano se encontraba enfermo, la compañía presionó para que terminara el proyecto, e incluso amenazaron con demandarla si no llegaba a buen término. Esto hizo que Mónica se alejara de la industria musical por un largo periodo de tiempo, salvo algunas colaboraciones especiales.
Unos años más tarde se lanzó una colección de grandes éxitos, Colección privada (2005), con un nuevo sencillo, "Enamorada de ti". A finales de ese año participó en el concierto homenaje a Rocío Jurado, Rocío... siempre que daría lugar a un álbum en 2007, con el dueto de la copla "Punto de partida". [cita requerida]

#### Regreso a la música y transición a la etapa sinfónica/electrorock (2008-2014)
En el 2008, siete años después de Chicas malas, lanzó su álbum Tarántula, liderado por el sencillo "Europa", que encabezó las listas españolas por seis semanas consecutivas.

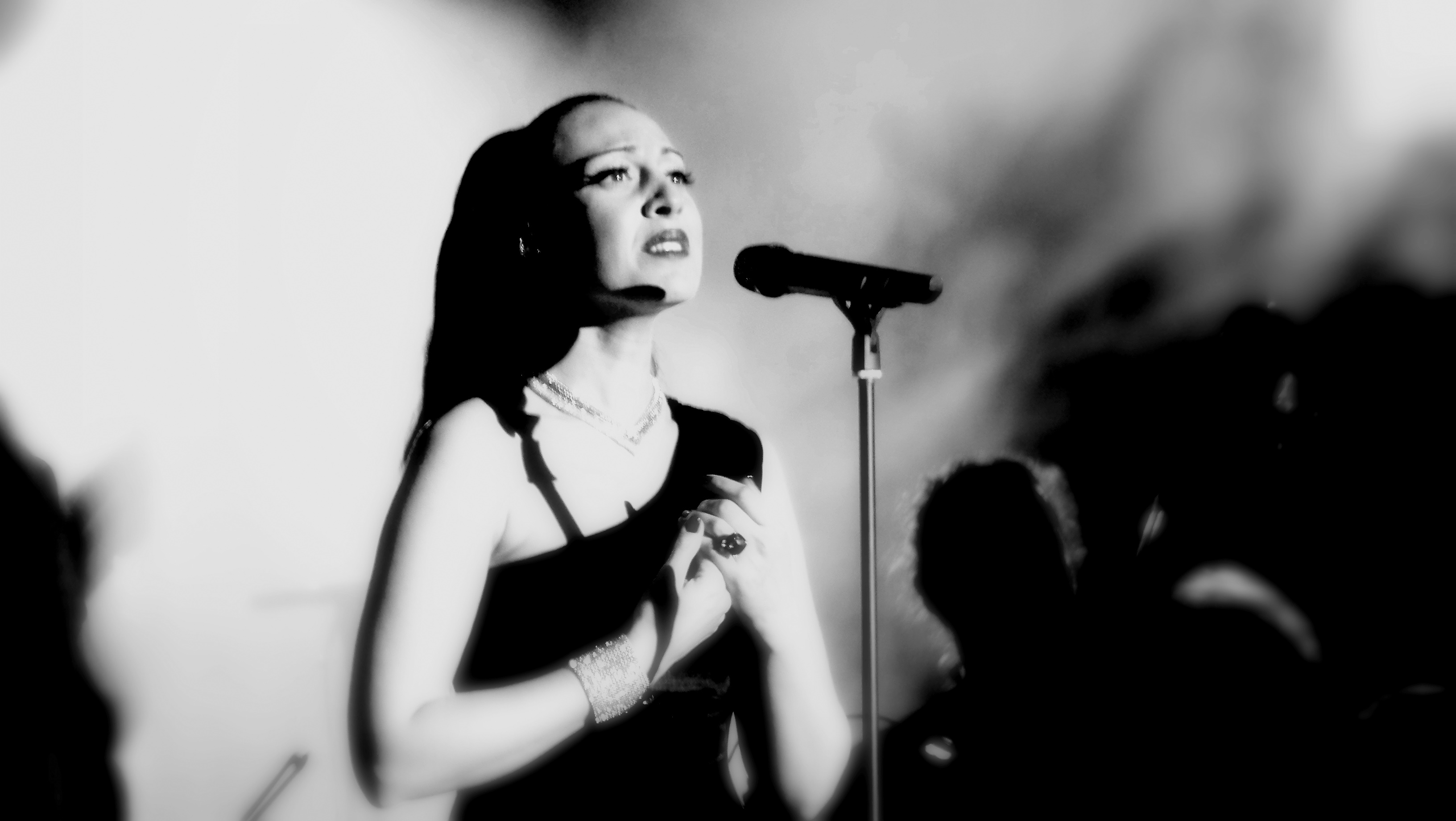
Mónica Naranjo en Adagio Tour.

La gira musical quedó registrada en el CD/DVD Stage que salió a la ventas un año después. Este álbum logró situarse en la cabeza de las listas de ventas, permaneciendo más de nueve semanas, logrando un disco de platino.[cita requerida] Le siguió una gira sinfónica, que resultó en Adagio, un lanzamiento en CD/DVD con grabaciones de la gira.
En 2011 interpretó la canción "Emperatriz de mis sueños", tema de apertura de la telenovela mexicana Emperatriz. Ese mismo año se embarca en la Gira  Madame Noir, obra musical basada en el backstage de los años 40-50 del cine negro.[cita requerida] También grabó con Brian Cross dos canciones "Dream Alive" y "Crying for Heaven" que se incluyeron en su primer disco Pop Star, The Album. 
En septiembre formó parte del jurado en el programa Tu cara me suena y a finales de ese año lanzó el álbum recopilatorio La más perfecta colección con sus mejores éxitos, en México .[cita requerida]
En 2012 Mónica participó como jurado en el programa El número uno de Antena 3.[cita requerida] Salió el sencillo "Make You Rock". A finales de ese año participa, nuevamente, como jurado en la segunda edición de Tu cara me suena. Ese año recibe el Premio Maguey a la Diversidad Sexual, que se otorgaba por primera vez en el marco del Festival Internacional de Cine de Guadalajara en México. Su elección recibió críticas por su escasa carrera cinematográfica.
En junio de 2013 se embarcó en una nueva gira llamada Ídolos en Concierto producida por Hugo Mejuto, donde compartió el escenario con Marta Sánchez y María José. Juntas cantaron  "Hasta el fin".  El 29 de octubre presentó su primer libro titulado Come y calla del cual vende cerca de 40.000 ejemplares, confirmado por la propia artista.[cita requerida]

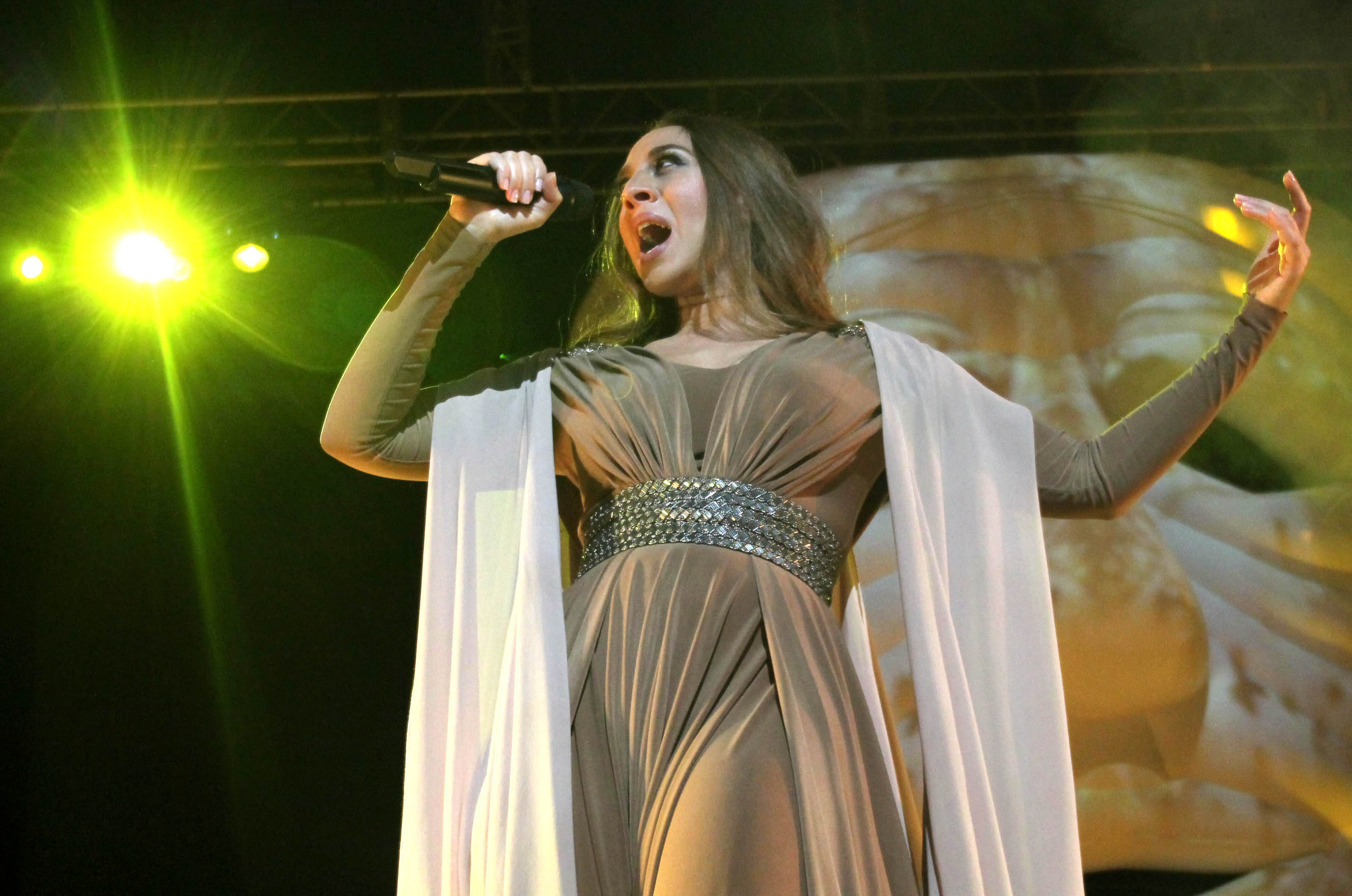
Mónica Naranjo 4.0 Tour

En 2014, lanzó 4.0. Una colección de "reelaboraciones electrorock", mezclas elaboradas, de algunos de sus éxitos. Con este lanzamiento celebró su aniversario #40 y sus 20 años de carrera artística.[cita requerida] Desde marzo de 2014, hasta abril del mismo año, se estrenó como presentadora de televisión, en el programa de talentos musicales de la cadena Antena 3 ¡A bailar!.

#### Etapa sinfónica y comienzos como presentadora de televisión (2015-actualidad)
El 29 de enero de 2016, la cantante lanzó el álbum Lubna, que supuso el regreso a la actividad musical tras siete años desde el último lanzamiento de un álbum de estudio. Contó con dos sencillos "Jamás" y "Fin", ambos estrenados en el programa Qué tiempo tan feliz. El mismo día de su lanzamiento, Mónica empieza la primera de sus cuatro fechas de firma de discos, llegando a estar en una de ellas hasta 14 horas firmando. En menos de una semana ya consiguió el Disco de oro.[cita requerida]
Ese mismo año fue nombrada como embajadora de LR Health & Beauty Systems, lanzando meses más tarde su primer perfume, Mónica Naranjo. Eau de perfum.[cita requerida] En octubre de 2016 se publicó Avui Vull Agrair, primer tema cantado por ella en catalán, y que se encuentra en el álbum de La Marató de TV3.
A mediados de noviembre de 2016 salió a la luz un nuevo videoclip "Perdida", este consiguió en las primeras semanas sobrepasar las 200.000 reproducciones, y volvió a aparecer en las listas de ventas junto a su nuevo remix. Poco días después salió a la venta la reedición de Lubna que incluye las canciones en modo sinfónico, los nuevos remixes, un DVD en donde se encuentran los videoclips de esta etapa y un libro. 
En diciembre actuó en la Gala de los 60 años de TVE, cantando el tema de Camilo Sesto "Vivir así es morir de amor".[cita requerida]
Entre octubre de 2017 y febrero de 2018 conformó el jurado del programa Operación triunfo 2017. Ese año por el 18 aniversario de Minage se lanzó en Picture Disc el disco. En octubre fue invitada a actuar en Grandiosas Sinfónico junto a las cantantes Marta Sánchez, Ángela Carrasco, Manoella Torres y Dulce. A finales de año se confirmó que tras la separación con su marido comenzó a grabar un programa de sexo titulado Mónica y el sexo".[cita requerida]
En 2019 se confirmó su retorno a la música con Mes Excentricités, varios volúmenes en donde el primero de ellos saldrá a la luz este año bajo el nombre Mes Excentricités, Vol. 1: “Le Psychiatrique” y abarcará nuevos sonidos diferentes entre ellos.[cita requerida] Este mismo año se ha confirmado el estreno de Mónica y el sexo en Mediaset España, y una nueva gira, Renaissance Tour, en donde según la artista se juntarán el pasado, el presente y el futuro. Durante enero y febrero de 2020 presentó en el canal del grupo Mediaset España, Cuatro el programa La isla de las tentaciones.
En 2023, forma parte del jurado de la tercera temporada de Mask Singer.

## Vida personal
Teniendo una relación desde 1993, en 1998 se casó con su productor y descubridor artístico Cristóbal Sánsano, de quien se separó en 2002, aunque siguieron trabajando juntos hasta 2010. 
En 2003 comenzó una relación con Óscar Tarruella, cuando él era un mozo de escuadra (criminalista del cuerpo policial catalán). Ambos se conocieron durante la investigación de un robo ocurrido en la casa de la artista. Tarruella salió  voluntariamente del cuerpo de mossos en 2008, para así ocuparse a tiempo completo de las labores de management de Naranjo para su regreso a los escenarios en ese año.
Tras quince años de relación, el 9 de julio de 2018 Mónica Naranjo anunció su separación sentimental con Óscar con el siguiente comunicado:

“Nos dirigimos a ustedes para comunicarles que a partir de ahora nuestras vidas personales irán por caminos distintos. Esta decisión, meditada y de mutuo acuerdo, fue tomada desde el cariño y el respeto que nos tenemos. En cuanto a lo laboral, seguiremos trabajando juntos, como venimos haciendo desde hace tantos años. Aprovechamos la oportunidad para agradeceros el respeto que siempre habéis tenido hacia nuestra familia”.
Mónica Naranjo, Óscar Tarruella

Aunque en un principio se comunicó que Tarruella seguiría siendo mánager de la cantante, meses después se supo que también se rompía su relación laboral, disolviendo la agencia de management Alaia Productions que ambos fundaron juntos. Curiosamente, Alaia fue el nombre con el que se bautizaría a la primera hija en común y que nunca llegó.
A pesar de no definirse abiertamente como bisexual, Mónica Naranjo ha reconocido públicamente haber tenido relaciones con mujeres; además, es una activista internacional por los derechos de la comunidad LGBT.
Desde 2019, Monica mantiene una relación sentimental con el exnadador profesional, escritor, coach de motivación personal y polémico influencer Lain García Calvo, con quién según fuentes cercanas a la pareja se casó en secreto en 2024. Además desde finales de 2022, se sabe que ambos crearon una empresa inmobiliaria (Agapersons S.L.) con un capital inicial de más de un millón de euros .

## Discografía
Álbumes de estudio
- 1994: Mónica Naranjo
- 1997: Palabra de mujer
- 2000: Minage
- 2001: Chicas malas
- 2002: Bad girls
- 2008: Tarántula
- 2016: Lubna
- 2022: Mimétika

EPs
- 2019: Mes Excentricités, Vol. 1
- 2020: Mes Excentricités, Vol. 2

Álbumes en directo
- 2005: Tour Minage
- 2009: Stage
- 2010: Adagio
- 2011: Madame Noir
- 2021: Renaissance (Live)
- 2022: Puro Minage (Live)
- 2022: Mónica Al Desnudo (Live)

Álbumes recopilatorios
- 2002: Grandes Éxitos
- 2005: Colección privada
- 2011: La Más perfecta Colección
- 2013: Esencial: Mónica Naranjo
- 2014: 4.0
- 2019: Renaissance
- 2019: Renaissance (Box Set)
- 2022: Puro Minage (CD)

## Giras
- 1995-1996: Mónica Naranjo Tour
- 1998: Tour Palabra de mujer
- 2000: Tour Minage
- 2008: Tarántula Tour
- 2009-2010: Adagio Tour
- 2011-2012: Madame Noir
- 2013: Ídolos en Concierto
- 2014-2015: 4.0 Tour
- 2019-2020: Gira Renaissance: 25 aniversario
- 2020-2021: Mónica Al Desnudo
- 2020-2021: Gira Puro Minage
- 2022: Valientes en Concierto
- 2023-2024: Mimetika Tour
- 2025: Greatest Hits Tour

## Filmografía

### Programas de televisión

#### Como invitada
| Año       | Programa                           | Canal              | Notas         |
| --------- | ---------------------------------- | ------------------ | ------------- |
| 2011-2014 | Tu cara me suena                   | Antena 3           | Jurado        |
| 2012-2013 | El Número Uno                      | Antena 3           | Jurado        |
| 2014      | Mira quién va a Eurovisión         | La 1               | Jurado        |
| 2014      | ¡A bailar!                         | Antena 3           | Presentadora  |
| 2014      | Tu cara me suena mini              | Antena 3           | Jurado        |
| 2015      | Pequeños Gigantes                  | Telecinco          | Jurado        |
| 2016      | El show portátil de Mónica Naranjo | Be Mad             | Presentadora  |
| 2017      | Tu cara no me suena todavía        | Antena 3           | Jurado        |
| 2017-2018 | Operación Triunfo                  | La 1               | Jurado        |
| 2019      | Mónica y el sexo                   | Cuatro             | Presentadora  |
| 2020      | La Isla de las Tentaciones         | Telecinco / Cuatro | Presentadora  |
| 2021-2022 | Amor con Fianza                    | Netflix            | Presentadora  |
| 2023      | Benidorm Fest 2023                 | La 1               | Presentadora  |
| 2023      | Cover night                        | La 1               | Jurado        |
| 2023      | Mask Singer: adivina quién canta   | Antena 3           | Investigadora |

{| class="wikitable"
|-
! Año !! Programa !! Canal !! Notas
|-
| 1994
| Muevete
| Telecinco
| 1 programa
|-
| rowspan="6" | 1997
| Sorpresa, sorpresa
| Antena 3
| 2 programas
|-
| Les 1000 i una
| TV3
| rowspan="5" | 1 programa
|-
| Mira quién viene esta noche
| Antena 3
|-
| El pèndol
| TV3
|-
| El imperdible
| rowspan="2" | La 2
|-
| La noche abierta
|-
| 1997-1998
| Risas y estrellas
| La 1
| 4 programas
|-
| rowspan="2" | 1997-2002
| Crónicas marcianas
| Telecinco
| 6 programas
|-
| Música sí
| rowspan="2" | La 1
| 17 programas
|-
| rowspan="3" | 1998
| Club Disney
| rowspan="3" | 1 programa
|-
| Furor
| Antena 3
|-
| Séptimo de caballería
| rowspan="2" | La 1
|-
| 1999-2002
| Noche de fiesta
| 8 programas
|-
| rowspan="5" | 2000
| Desesperado Club Social
| rowspan="3" | Antena 3
| 2 programas
|-
| La central
| rowspan="4" | 1 programa
|-
| Sabor a ti
|-
| Con T de tarde
| Telemadrid
|-
| Cruz y raya.com
| La 1
|-
|2000-2001
| El informal
|Telecinco
|2 programas
|-
| rowspan="2" | 2001
| OT 2001
|La 1
|1 programa
|-
| Día a día
| rowspan="2" |Telecinco
| rowspan="8" | 1 programa
|-
| 2002
| La noche con Fuentes y cía
|-
| 2004
| El verano de tu vida
| rowspan="2" | La 1
|-
| rowspan="5" | 2005
| Rocío, siempre
|-
| La buena onda de la tarde
| Antena 3
|-
| Corazón
| La 1
|-
| Aquí hay tomate
| Telecinco
|-
| Ahora
| Antena 3
|-
| rowspan="3" | 2005-2008
| Corazón, corazón
| La 1
| 3 programas
|-
| Buenafuente
| laSexta
| rowspan="2" | 2 programas
|-
| El club
| TV3
|-
| rowspan="8" | 2008
| OT 2008
| Telecinco
| 3 programas
|-
| Miradas 2
| La 1
| rowspan="7" | 1 programa
|-
| Continuarà...
| TV3
|-
| No disparen al pianista
| La 2
|-
| El programa de AR
| Telecinco
|-
| Fama, ¡a bailar!
| rowspan="3" | Cuatro
|-
| Factor X
|-
| Noche Hache
|-
| 2008-2009
| Tvist
| TV3
| 3 programas
|-
| 2008-presente
| El hormiguero
| Cuatro (2008-2011) Antena 3 (2011-presente)
| +12 programas
|-
| 2008-2013
| Luar
| TVG
| 4 programas
|-
| rowspan="2" | 2009
| Divendres
| TV3
| rowspan="19" | 1 programa
|-
| La noche en Paz
| rowspan="2" | Telecinco
|-
| rowspan="2" | 2010
| La Noria
|-
| DEC
| Antena 3
|-
| 2012
| Más gente
| La 1
|-
| 2013
| Alguna pregunta més?
| TV3
|-
| rowspan="3" | 2014
| En el aire
| laSexta
|-
| Mira quién va a Eurovisión
| La 1
|-
| Los viernes al show
| Antena 3
|-
| rowspan="3" | 2015
| Masterchef
| La 1
|-
| Levántate
| Telecinco
|-
| Malú 360º
| rowspan="2" | La 1
|-
| rowspan="4" | 2016
| Gala 60 Años Juntos
|-
| Els matins a TV3
| TV3
|-
| ¡Qué tiempo tan feliz!
| Telecinco
|-
| Àrtic
| TV3
|-
| rowspan="4" | 2019
| Volverte a ver
| rowspan="2" | Telecinco
|-
| Sábado Deluxe
|-
| Las que faltaban
| #0
|-
| GH VIP 7
|Telecinco
| rowspan="4" |1 programa
|-
| 2020; 2023
| La resistencia
|#0
|-
|2020
| La pr1mera pregunta
| La 1
|-
| 2022
| Martínez y hermanos
|#0
|}

### Cine
| Año  | Película         | Director       | Personaje            |
| ---- | ---------------- | -------------- | -------------------- |
| 2001 | Marujas asesinas | Javier Rebollo | Psicóloga            |
| 2004 | Yo puta          | María Lidón    | Directora de Casting |

## Libros
- 2013: Come y calla, ISBN 9788427040717[43]
- 2016: LVBNA el mar esconde un secreto, ISBN 9788427040717[44]

## Premios
Premios Amigo
- 1998: Premio a la Mejor solista española.[45]

World Music Awards
- 1996: Best Selling Spanish Artist (Latin Edition).[2]
- 1998: Best Selling Spanish Artist.[2]
- 2010: Best Selling Spanish Artist.[2]

Premios Shanghái
- 2001: Premio a la Mejor artista femenina.[46]
- 2001: Premio al Mejor álbum pop Minage.[46]

Premio Maguey
- 2012: A la diversidad sexual.[20]

Gourmand Awards
- 2014: Premio al libro Come y calla.[47]

Premio Innovación a la Ópera
- 2017: Premio a la obra LUBNA.

Orgullo de Mi Ciudad
- 2018: Premio a su destacada trayectoria internacional.

Premios Dial
2002: Premio Dial
- 2020: Premio a su trayectoria artística (25 años).
- 2022: Premio en la XXVI edición.[48]